# ハローキティロボ
ハローキティロボ（英：Hello Kitty ROBO）は、ハローキティの主人公、キティ・ホワイトの姿をしたエンターテイメントロボット。

## 概要
2004年11月1日の、キティ・ホワイトの30歳の誕生日に合わせて発売開始された。
ロボット開発メーカーであるビジネスデザイン研究所（BDL）が、NECシステムテクノロジー、フタバ産業との協力のもとで開発を行った。中身はWindows XPで動いている。マイクロソフトのビル・ゲイツ氏が、新しいコンピューターの利用の形として、講演の中でハローキティロボを紹介することもある。また、ハローキティロボを気に入り、帰国時に持ち帰ったエピソードもある。
ロボットエンジンには、NECシステムテクノロジーのRoboStudio（ロボスタジオ）が用いられている。これはNECとして開発していた、PaPeRo（パペロ）の販売を行わないとのプレスリリースを見たBDL側が、PaPeRo（パペロ）で培われた技術は素晴らしいのに、もったいない、何とかしてロボットにして販売できないかとの思いで、ハローキティ生誕30周年の記念商品として、ハローキティロボの開発、製造、販売に至った。
その後の2005年9月に、カメラの動画を無線で飛ばすことの出来る「受付機能」を搭載した受付機能付きのハローキティロボの発売もされた。

## ラインナップ

### ハローキティロボ
- 2004年11月1日に発売された初代ハローキティロボ。
- 内蔵マイクからの音声認識と、内蔵スピーカーによる発話（音声合成）で、人間との会話によるコミュニケーションを行うことができる。
- 主な顧客層が20代から40代の女性であるとして開発されたことから、それに合わせた会話内容となっている。
- また、腕、頭などが動き、ひげやリボンが光ることにより、自身の感情を表現する。
- 歌ったり、占いをするほか、頭をなでたり握手したりすると喜ぶ。
- 目の部分にはカメラが内蔵されており、あらかじめ登録されている人の顔を認識して、名前を読んでくれるという機能がある。

※登録は10名まで
- また、カメラは両方の目に入っていて2つあるので、ステレオ的動作を行い、人間の顔を追いかけて首を回して人間の方に顔を向ける（追尾機能）ようになっている。
- 声は、声優の林原めぐみの声から摘出された音素データ（波形辞書）を元に、文字データから音を合成するTTS（テキスト・トゥ・スピーチ）技術による音声合成によって発話されるダイレクトフレージングによるものである。
- 約3,000語の言葉を認識し、発話パターンは約20,000パターンである。

### ハローキティロボ 受付機能付
- ハローキティロボに「受付機能」が追加された商品。
- 受付モードに設定したハローキティロボと、操作用のパソコンとのセットで使用する。
- 目に内蔵されたカメラで撮影される動画が、リアルタイムで遠隔のパソコンに配信される。
- 内蔵されたセンサーが人を検知すると、あいさつを行い、同時にパソコン側に通知される。
- 無線LANでパソコンと接続するため、電波状況のよい場所で、かつある程度距離が近くないと、動画が配信されない。